# Jean Makoun
Jean II Makoun (franskt uttal: [ʒɑ̃ dø mɑkun]), född 29 maj 1983 i Yaoundé, är en kamerunsk fotbollsspelare som har spelat för Süper Lig-klubben Antalyaspor. Han har även spelat för det kamerunska landslaget.

Makoun flyttade till Antalyaspor år 2015 för ett 2 årskontrakt. han återförenades med den tidigare nationella lagkamrat Samuel Eto'o.